# Kateřina Sisková
Kateřina Sisková (* 20. Februar 1974 als Kateřina Kroupová) ist eine ehemalige tschechische Tennisspielerin.

## Karriere
Šišková gewann während ihrer Karriere acht Einzel- und zwölf Doppeltitel des ITF Women’s Circuits. Auf der WTA Tour erreichte sie ein Finale gemeinsam mit Lenka Cenková bei den Meta Styrian Open 1996, das sie gegen Janette Husárová/Natalija Medwedjewa mit 4:6 und 5:7 verloren.

## Turniersiege

### Einzel
| Nr. | Datum          | Turnier           | Kategorie   | Belag | Finalgegnerin       | Ergebnis       |
| --- | -------------- | ----------------- | ----------- | ----- | ------------------- | -------------- |
| 1.  | Juni 1991      | Dubrovnik         | ITF $10.000 | Sand  | Lubomira Bacheva    | 6:2, 6:1       |
| 2.  | August 1991    | Rebecq            | ITF $10.000 | Sand  | Jelena Makarowa     | 6:3, 6:0       |
| 3.  | April 1992     | Caserta           | ITF $25.000 | Sand  | Radka Bobková       | 6:4, 6:2       |
| 4.  | April 1992     | Salerno           | ITF $50.000 | Sand  | Noelia Pérez Peñate | 6:2, 6:3       |
| 5.  | September 1994 | Sofia             | ITF $25.000 | Sand  | Sofia Prazeres      | 6:3, 6:3       |
| 6.  | April 1997     | Prostějov         | ITF $10.000 | Sand  | Libuše Průšová      | 0:6, 6:2, 6:1  |
| 7.  | Juni 1997      | Doksy             | ITF $10.000 | Sand  | Milena Nekvapilová  | 6:3, 3:6, 7:63 |
| 8.  | August 1997    | Valašské Meziříčí | ITF $10.000 | Sand  | Libuše Průšová      | 6:2, 6:1       |

### Doppel
| Nr. | Datum          | Turnier           | Kategorie   | Belag     | Partnerin        | Finalgegnerinnen                         | Ergebnis        |
| --- | -------------- | ----------------- | ----------- | --------- | ---------------- | ---------------------------------------- | --------------- |
| 1.  | September 1989 | Rabac             | ITF $10.000 | Sand      | Agnese Blumberga | Ivana Jankovská Eva Melicharová          | 6:1, 6:4        |
| 2.  | Juni 1991      | Dubrovnik         | ITF $10.000 | Sand      | Dominika Gorecká | Dominika Gorecká Katarína Studeníková    | 6:4, 6:4        |
| 3.  | April 1992     | Moncalieri        | ITF $25.000 | Sand      | Jelena Makarowa  | Radka Bobková Jana Pospíšilová           | 6:4, 2:6, 6:2   |
| 4.  | Oktober 1994   | Flensburg         | ITF $25.000 | Teppich   | Jana Pospíšilová | Kirsten Freye Silke Meier                | 6:2, 4:6, 6:2   |
| 5.  | Februar 1995   | Valencia          | ITF $25.000 | Sand      | Petra Kučová     | Estefanía Bottini Ángeles Montolio       | 4:6, 6:3, 7:5   |
| 6.  | Dezember 1996  | Přerov            | ITF $10.000 | Hartplatz | Eva Melicharová  | Milena Nekvapilová Hana Šromová          | 6:2, 7:65       |
| 7.  | Juni 1997      | Bytom             | ITF $10.000 | Sand      | Jana Ondrouchová | Katarzyna Teodorowicz Anna Bieleń-Żarska | 6:4, 6:2        |
| 8.  | August 1997    | Valašské Meziříčí | ITF $10.000 | Sand      | Jana Ondrouchová | Blanka Kumbárová Petra Plačková          | 5:7, 7:66, 7:62 |
| 9.  | August 1997    | Orbetello         | ITF $25.000 | Sand      | Silke Meier      | Kim de Weille Henriëtte van Aalderen     | 6:3, 2:6, 6:2   |
| 10. | September 1997 | Spoleto           | ITF $25.000 | Sand      | Jana Pospíšilová | Ana Alcázar Eva Bes                      | 6:1, 6:0        |
| 11. | Oktober 1997   | Otočec            | ITF $25.000 | Sand      | Lenka Cenková    | Petra Mandula Katalin Marosi             | 7:5, 7:63       |
| 12. | April 1998     | Prostějov         | ITF $25.000 | Sand      | Lenka Cenková    | Olga Lugina Elena Wagner                 | 6:4, 4:6, 6:4   |

## Abschneiden bei Grand-Slam-Turnieren

### Einzel
| Turnier         | 1992 | 1993 | 1994 | 1995 | Karriere |
| --------------- | ---- | ---- | ---- | ---- | -------- |
| Australian Open | —    | —    | —    | 1    | 1        |
| French Open     | —    | 3    | 1    | —    | 3        |
| Wimbledon       | 1    | 2    | —    | —    | 2        |
| US Open         | 1    | 1    | —    | —    | 1        |

Zeichenerklärung: S = Turniersieg; F, HF, VF, AF = Einzug ins Finale / Halbfinale / Viertelfinale / Achtelfinale; 1, 2, 3 = Ausscheiden in der 1. / 2. / 3. Hauptrunde; Q1, Q2, Q3 = Ausscheiden in der 1. / 2. / 3. Qualifikationsrunde; nicht ausgetragen

### Doppel
| Turnier         | 1995 | 1996 | 1997 | Karriere |
| --------------- | ---- | ---- | ---- | -------- |
| Australian Open | 1    | —    | 2    | 2        |
| French Open     | 1    | —    | —    | 1        |
| Wimbledon       | —    | —    | —    | —        |
| US Open         | —    | —    | —    | —        |

## Persönliches
Ihre Tochter Anna Sisková ist ebenfalls Tennisprofi.